# 押领使
押领使（日语：／）是日本律令制下的一种令外官，属于警察和军事性质的官职。

## 概述
押领使首次见于文献是在日本延历14年（795年），当时的职务是负责押送防人（边防士兵）的调动工作。当时他们只是率领士兵，并不直接参与战斗，但随着时间推移，押领使的职责逐渐演变成指挥所押兵力进行战斗的军事指挥官。
押领使通常由国司或郡司中擅长武艺者兼任，主要职责相当于今天的地方警察，负责维护一国之内的治安。其中也有一些人不仅管理一国，还兼任一郡的事务，甚至一度也有人被任命负责如东海道、东山道等更广范围内的军事事务。无论具体辖区如何，押领使基本都是一种与地方紧密联系的职位，因此多由当地的豪族担任，他们所掌握的私人武装力量成为押领使军事力量的核心。著名的例子如：下野国押领使藤原秀乡在平将门之乱中击败平将门。此外，在庄园内也设有押领使，其职责推测为维护庄园内部的治安。